# 코파 에바 두아르테 1951
코파 에바 두아르테 1951(스페인어: La Copa Eva Duarte 1951)는 스페인 왕립 축구 연맹(RFEF)이 조직한 스페인 공식 번외 축구 대회의 5번째 시즌이다. 이 시즌에 리가를 우승한 아틀레티코 마드리드와 코파를 우승한 바르셀로나가 맞대결을 펼쳤다.
경기는 1951년 11월 1일, 마드리드의 누에보 차마르틴 경기장에서 단판 대결로 펼쳐졌다. 아틀레티코 마드리드는 바르셀로나를 2-0으로 격파하고 우승을 차지했다.

## 참가 구단
| 구단                | 자격                           |
| ------------------- | ------------------------------ |
| 아틀레티코 마드리드 | 라리가 1950-51 우승            |
| 바르셀로나          | 코파 델 헤네랄리시모 1951 우승 |

전 시즌 리가와 코파의 우승 구단들이 코파 에바 두아르테를 놓고 경합한다.

## 상세 경기 정보
| 아틀레티코 마드리드      | 2–0 | 바르셀로나 |
| ------------------------ | --- | ---------- |
| 칼손 3′ · 에스쿠데로 52′ |     |            |

| 아틀레티코 마드리드: |    |             |
|                      |    |             |
| GK                   | 1  | 몬테스      |
| DF                   | 2  | 틴테        |
| DF                   | 3  | 무히카      |
| DF                   | 4  | 로사노      |
| MF                   | 5  | 멘시아      |
| MF                   | 6  | 에르난데스  |
| FW                   | 7  | 훙코사      |
| FW                   | 8  | 벤 바레크   |
| FW                   | 9  | 페레스 파야 |
| FW                   | 10 | 칼손        |
| FW                   | 11 | 에스쿠데로  |
| 감독:                |    |             |
| 엘레니오 에레라      |    |             |

| 바르셀로나:         |    |            |
|                     |    |            |
| GK                  | 1  | 라마예츠   |
| DF                  | 2  | 칼베트     |
| DF                  | 3  | 비오스카   |
| DF                  | 4  | 세게르     |
| MF                  | 5  | 곤살보 3호 |
| MF                  | 6  | 세게디     |
| FW                  | 7  | 바소라     |
| FW                  | 8  | 알로이     |
| FW                  | 9  | 세사르     |
| FW                  | 10 | 알데코아   |
| FW                  | 11 | 마촌       |
| 감독:               |    |            |
| 페르디난트 다우치크 |    |            |